# IC 382
IC 382 је спирална галаксија у сазвјежђу Еридан која се налази на листи објеката дубоког неба у Индекс каталогу.
Деклинација објекта је - 9° 31' 11" а ректасцензија 4h 37m 55,4s. Привидна величина (магнитуда) објекта IC 382 износи 12,8 а фотографска магнитуда 13,5. Налази се на удаљености од 52,713 милиона парсека од Сунца. IC 382 је још познат и под ознакама MCG -2-12-49, IRAS 04355-0937, PGC 15691.